# 中华人民共和国追诉时效
《中华人民共和国刑法》规定了刑事追诉时效（又称刑法追诉时效，简称追诉时效），即追究依法对犯罪分子刑事责任的有效期限；超过这一有效期限，原则上不得再追究犯罪分子的刑事责任，已经追究的应当撤销案件、不予起诉或者宣告无罪。

## 内容
根据《刑法》第八十七条、八十八条、八十九条规定，犯罪经过下列期限的不再追诉：
| 法定最高刑年限             | 经过年限a | 例外                               |
| -------------------------- | --------- | ---------------------------------- |
| 不满五年有期徒刑           | 五年      | 不适用                             |
| 五年以上、不满十年有期徒刑 | 十年      | 不适用                             |
| 十年以上有期徒刑           | 十五年    | 不适用                             |
| 无期徒刑、死刑             | 二十年    | 如有必要，需报请最高人民检察院核准 |

## 不受追诉期限的限制的情形
- 在人民检察院、公安机关、国家安全机关立案侦查或者在人民法院受理案件以后，逃避侦查或者审判的，不受追诉期限的限制。
- 被害人在追诉期限内提出控告，人民法院、人民检察院、公安机关应当立案而不予立案的，不受追诉期限的限制。[2]